# أحمد الطويلي
أحمد الطويلي (10 مايو 1942 - 12 يناير 2022)، هو أستاذ تعليم عالي في اللغة والاداب العربي بتونس ودكتور دولة ومبرز في اللغة والاداب العربية. ولد سنة 1942 بالقيروان و توفي سنة 2022 بتونس.
مؤلف أكثر من 130 كتابا في البحث والتحقيق والدراسة والمقالة والقصة.
ولد بحومة الجامع بالقيروان، وتلقى فيها تعليمه الابتدائي بمدرسة الأسوار، والثانوي بالمدرسة التكميلية ثم بالمعهد الصادقي بتونس والعالي بكلية الآداب والعلوم الإنسانية ومعهد الصحافة و علوم الأخبار بتونس
درّس بجامعة هانكوك للغات والدراسات الأجنبية بسيول بكوريا الجنوبية وجامعة قطر وجامعة نورفولك الحكومية.
له عدة برامج اذاعية بثّت لأكثر من عشر سنوات وأذيعت له عدة مسلسلات مسرحية.

## من مؤلفاته

### في التحقيق
- المشرع الملكي في سلطنة أولاد علي تركي لمحمّد الصغيّر بن يوسف، 4 أجزاء.
- رسالة محمّد المنّاعي إلى أحمد باي في الشكوى من أحمد بن أبي الضياف وجماعته.
- العقد المنضّد في أخبار المشير الباشا أحمد لمحمّد بن سلامة.
- الخلاصة النقيّة في أمراء إفريقية عقد الفرائد في تذييل الخلاصة وفوائد الرائد لمحمّد الباجي المسعودي.
- تاريخ جزيرة جربة لمجهول (بالعربية والفرنسية).
- بلوغ الأماني في شرح قصيدة الدماميني في مدح السلطان الحفصي أبي العباس أحمد لمحمّد الزركشي.
- الإصابة فيمن غزا المغرب من الصحابة لمحمّد أبو راس المعسكري.
- الجزآن الثالث والرابع من اتحاف أهل الزمان لأحمد بن أبي الضياف.
- المنح الإلهية في طمس الضلالة الوهابية لاسماعيل التميمي.
- الهدية في العادات التونسية لمحمّد الحشايشي.
- ديوان أبي حامد الغزالي
- ديوان عبد اللطيف الطوير القيرواني.
- ديوان أحمد بن أبي الضياف.
- ديوان محمّد الصيد القيرواني.
- لزوميات محمّد الصيد القيرواني.
- الحسن بن رشيق حياته وديوانه لزين العابدين السنوسي.
- محرز بن خلف سلطان المدينة لزين العابدين السنوسي.
- أحمد بن أبي الضياف، حياته ونضاله الوطني لزين العابدين السنوسي.
- تآليف الجنرال حسين.
- الدرّ الثمين في التعريف بأبي الحسن الشاذلي لمحمّد الحشايشي.
- مناقب أصحاب أبي الحسن الشاذلي.
- الفوائد الرائقة الجزيلة ممّا تميل إليه النفوس وتجتليه العروس للشيخ الوالد محمّد الطيّب الطويلي.
- أوراق قيروانية له أيضا.
- مقامات السيوطي.
- طوق الحمامة لابن حزم.
- تحقيق مخطوطات قيروانية من مكتبة الشيخ الوالد، عناوينها:
- في مقتل الحسين.
- في مقتل عثمان بن عفان.
- في آل النبي.
- في تزويج فاطمة الزهراء.
- في تزويج خديجة.

### كتب في تاريخ تونس الثقافي والحضاري
- تاريخ مدينة تونس الثقافي والحضاري.
- تاريخ القيروان الثقافي والحضاري.
- في الحضارة العربية بتونس.
- ضواحي تونس الشمالية والجنوبية.
- رادس عبر العصور.
- من تاريخ المدن التونسية.
- تونس بلد الحضارات.
- حدث بالقيروان.
- الحياة الأدبية بتونس في العهد الحفصي.
- الأدب بتونس في العهد الحفصي.
- مراكز الثقافة والتعليم بتونس في العهد الحفصي.
- الصادقيّة، خير الدين مؤسّسا ومحمّد العربي زروق مديرا.
- من تاريخ الصحافة التونسية والأمن الوطني.
- مواقع مدينة تونس ومعالمها في الشعر.
- تونس ملهمة الشعراء.
- تونس في الرحلات والعالم بعيون تونسية.
- المواسم والأعياد بتونس.
- من تاريخ المولد النبوي الشريف بتونس.
- شرعية الاحتفال بمولد النبي المختار.
- رمضان بتونس وفي كتب التراث.
- احتفال تونس بعيدي الفطر والأضحى.
- في التراث الشعبي التونسي: عادات وأغان وأمثال في السياسة والفلاحة والمرأة.
- صفحات من تراثنا الحضاري.
- في الثقافة وإثبات الذات.
- في النقد والأدب الشعبي.

### كتب التراجم التونسية
- أبو الحسن علي الحصري القيرواني.
- ابن الأبّار وحازم القرطاجنّي وحنينهما إلى الأوطان.
- ابن خلدون في الدراسات والأبحاث العلمية.
- ابن خلدون بين القدامى والمحدثين.
- الجنرال حسين حياته ومؤلّفاته.
- عبد العزيز الثعالبي، مسيرة نضاله الفكري والسياسي.
- أبو القاسم الشابي في آثاره النثرية.
- البشير خريف، حياته ورواياته.
- صالح سويسي القيرواني رائد الإصلاح الاجتماعي.
- الطاهر الحدّاد رائد الإصلاح الاجتماعي بتونس.
- عثمان الكعّاك، حياته ومؤلفاته.
- محمود المسعدي وكتابه «حدّث أبو هريرة قال».
- زين العابدين السنوسي، رائد النهضة الأدبية بتونس في عصره.
- تراجم تونسية.
- شخصيات تونسية.
- شهيرات القيروان ومعلم حضارية.
- اعلام من المغرب والمشرق.
- أعلام من المغرب الكبير والأندلس.
- في رحاب الفلاسفة والعلماء المسلمين.
- ملوك القيروان والشعراء.
- اعلام من تونس: الثعالبي وبورقيبة وحشّاد وآخرون.
- التسامح والإصلاح في فكر المصلحين التونسيين.
- زعماء خالدون في الحركة الوطنيّة التونسيّة.
- بين بورقيبة وابن يوسف.
- بناة الدولة التونسيّة الحديثة: حمودة باشا وأحمد باي وخير الدين.
- الدرّة المصونة في التعريف بأعلام من الزيتونة: محمود قابادو، إبراهيم الرياحي محيي الدين القليبي وعلي البرّاق وآخرين.
- مع صديقي الباحث والشاعر علي الرضا الحسيني.

### تراجم مشرقيّة
- رهين المحبسين أبو العلا المعرّي.
- أبو عثمان الجاحظ.
- أبو الطيّب المتنبّي.
- مالك بن أنس وأئمّة السنّة.

### كتب عن المرأة والعشق
- الصداق القيرواني.
- المرأة في عيون الشعراء.
- المرأة ملهمة الأدباء والشعراء.
- كتب الحبّ عند العرب.
- الحبّ العذري.
- في العشق والعشّاق.
- الخلفاء والأمراء العشّاق.
- شعراء الغزل والخمريات.
- الجواري المغنّيات.
- حديقة الرياحين في التعريف بأربعة من عشّاق ربّ العالمين: رابعة العدويّة والحلاّج وابن الفارض وابن عربي.
- عمر الخيام شاعر الحبّ والحياة.
- حافظ الشيرازي شاعر العشق والعرفان.
- سعدي الشيرازي المربّي والعاشق.
- مولانا جلال الدين الرومي قطب العشّاق وصاحب الطريقة المولوية.
- الضوء المبين في التعريف بأولياء تونس الصالحين.
- نزار قباني شاعر النساء.
- مي زيادة وعشّاقها الأدباء.
- ليالي الحبّ من ألف ليلة وليلة.

### كتب في البحث والدراسة
- أبحاث في الأدب والتاريخ.
- في الإصلاح والحنين إلى الأوطان.
- مظاهر من الاتصال الفكري والأدبي بالغرب.
- دراسات ووثائق عن الحركة الإصلاحية بتونس.
- رواد الإصلاح في العالم الإسلامي.
- التسامح والإصلاح في فكر المصلحين التونسيين.
- مائة رواية تونسية.
- في الأدب العربي المعاصر.
- كتب الفكاهة والنادرة عند العرب.
- مع كتبي.
- مرآة كتبي (بالفرنسية) Miroir de mes livres, Une randonnée dans les sentiers de la Civilisation Tunisienne
- المسالك لمعرفة مؤلفاتي في الحضارة والثقافة والإصلاح.
- فلسطين الصامدة.
- زعماء تونس وكتّابها والقضيّة الفلسطينيّة.

### كتب الإبداع والرحلة
- قسمة وطرح، مجموعة قصصيّة.
- الليل يأتي، مجموعة قصصيّة.
- المسافر، مجموعة قصصيّة.
- حفل، شعر.
- أشواق الليل، مجموعة إبداعيّة.
- إبراهيم الخليل ويوسف عليهما السلام، قصّتان للأطفال.
- أمثال لقمان الحكيم، 6 قصص للأطفال.
- من سيول إلى سنغافورة، رحلة إلى عشرة بلدان في الشرق الأقصى.
- رحلة الشرق والغرب، رحلات إلى الهند والعراق وفرنسا وإسبانيا والصين والولايات المتّحدة الأمريكية.

## وصلات خارجية
- محاضرة للأستاذ أحمد الطويلي /تونس شهر رمضان بتونس وفي كتب التّراث
- حوار مع الدكتور أحمد الطويلي
- حوارآخر مع الدكتور أحمد الطويلي